# ZIL-157
ZIL-157は、1950年代末期からソビエト連邦のZiL（Zavod Imeni Likhachova、リハチェフ記念工場）によって製造された2.5トン・6×6輪駆動の多目的軍用トラックである。ソビエト連邦においては1958年～1994年までの長期に渡り生産が続けられた。

## 概要
ZIL-157は1947年から1958年にかけて製造されたZiS-151トラックを改良したもので、ZiS-151からの変更点はフロントグリルと、幅の広い扁平タイヤを使用し、後輪がダブルタイヤからシングルタイヤになった点である。
ZIL-157は、ZIL-131とウラル-375Dシリーズによって置き換えられるまでの間、ソビエトの標準的なトラックとなり、GAZ-66と共にソ連地上軍の標準的トラックであった。
最初の生産型であるZIL-157は1958年から1961年にかけて製造された。1961年になると走行装置、変速機等の改良を行ったZIL-157Kの生産が始められた。1978年には生産工場がウラル自動車エンジン工場 (UamZ)に切り替えられ、ここでの最終生産型はZIL-157KDと呼称された。
ZiL-157は様々な派生型が開発された。例えばトラクター型のZIL-157Vや、BM-13／BM-24多連装ロケットランチャーを搭載した車両、P-15防空レーダーを搭載した車両などである。ZIL-157Vは汎用トレーラーの他、SA-2"ガイドライン"地対空ミサイルの牽引にも使用された。中国人民解放軍は、ZIL-157をコピーして生産されたCA-30トラックの運用を行った。また、装甲兵員輸送車のBTR-152はZiS-151およびZIL-157の車台を利用した装輪装甲車である。

## 型式・派生型
ZIL-157
基本型のカーゴトラック型。1958年～1961年製造。
ZIL-157K
カーゴトラック型の改修型。1961年より製造。
ZIL-157V
トレーラー牽引用のトラクター型。1958年～1961年製造。
ZIL-157KV
トラクター型の改修型。1961年より製造。
ZIL-157G
電装部にシールドを施した型。1958年～1961年。
ZIL-157KG
電装部にシールドを施した型の改修型。1961年より製造。
ZIL-157E
ZIL-157の輸出型。
ZIL-157KE
ZIL-157Kの輸出型。
ZIL-157Yu
ZIL-157の熱帯地域、砂漠地域向けの輸出型。
ZIL-157KYu
ZIL-157Kの熱帯地域、砂漠地域向けの輸出型。
ZIL-157GT
ZIL-157Kの熱帯地域、砂漠地域向けの輸出型の電装部シールド型。
ZIL-157KYe
ZIL-157Kのシャーシ部分の形式。
ZIL-157KYel
ZIL-157Kのパワーテイクオフ機能付シャーシ部分の形式。
ZIL-157KYeG
ZIL-157KGの電装部シールド型シャーシ部分の形式。
ZIL-157KD
1978年以降にUamZで生産されたカーゴトラック型。
ZIL-157KDV
1978年以降にUamZで生産されたトラクター型。
ZIL-157KDG
1978年以降にUamZで生産された電装部シールド型。
ZIL-165
ZIL-131の試作型。1958年製造。
P-15 トローパ（ロシア語: П-15 "Тропа"）
防空レーダーP-15を搭載したZIL-157。GRAUインデックス：1RL13（1РЛ13)、NATOコードネーム：フラット・フェイスA（Flat Face A）
解放 CA-30
中国でコピー生産されたZIL-157。フロントグリルの形状がZiL-157とは異なっている。
BTR-152
装輪式装甲兵員輸送車。前期型はZiS-151の車台、V型以降はZIL-157の車台をベースとして製造された。

## 画像

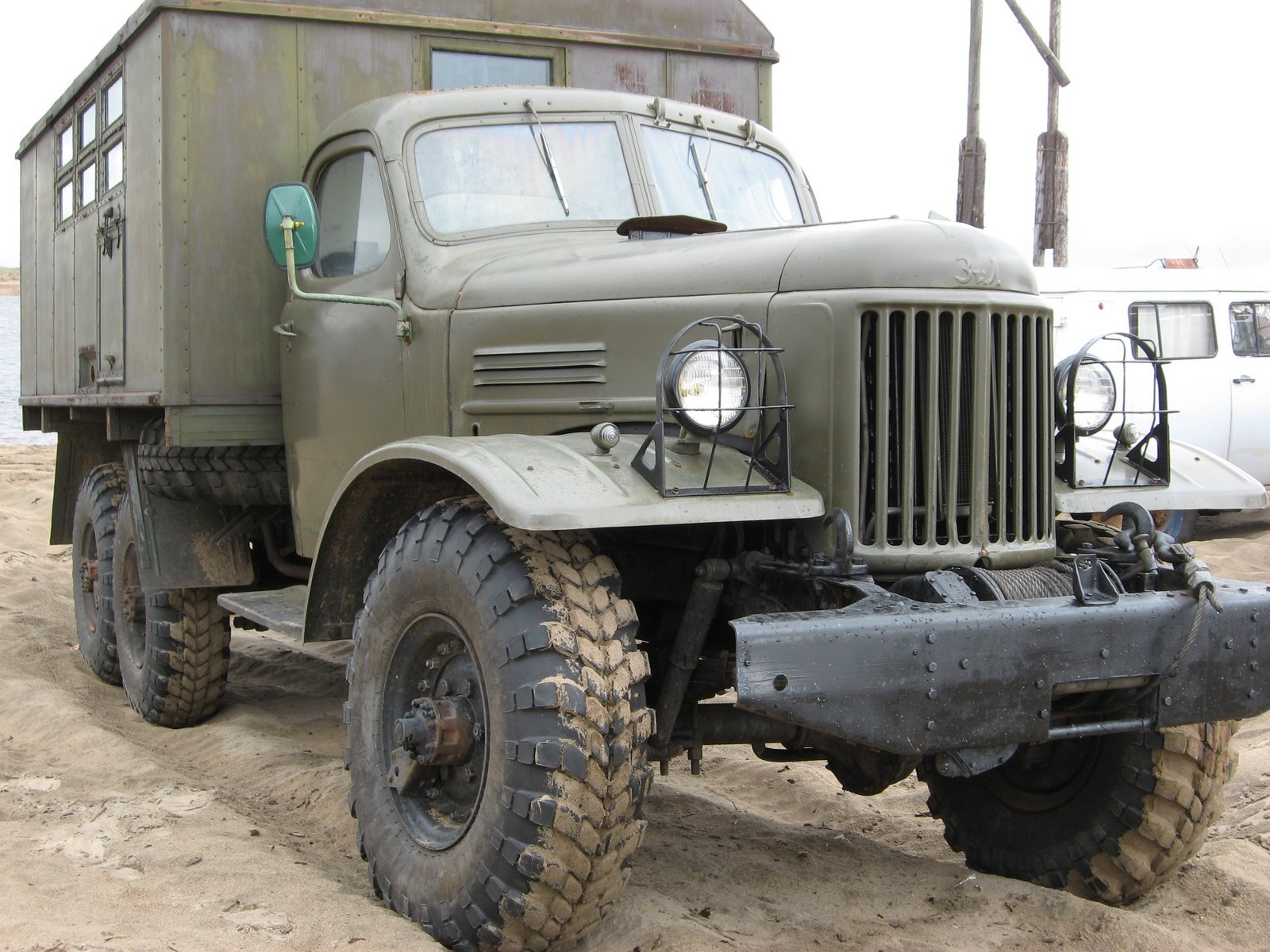
パネルバン型のZiL-157
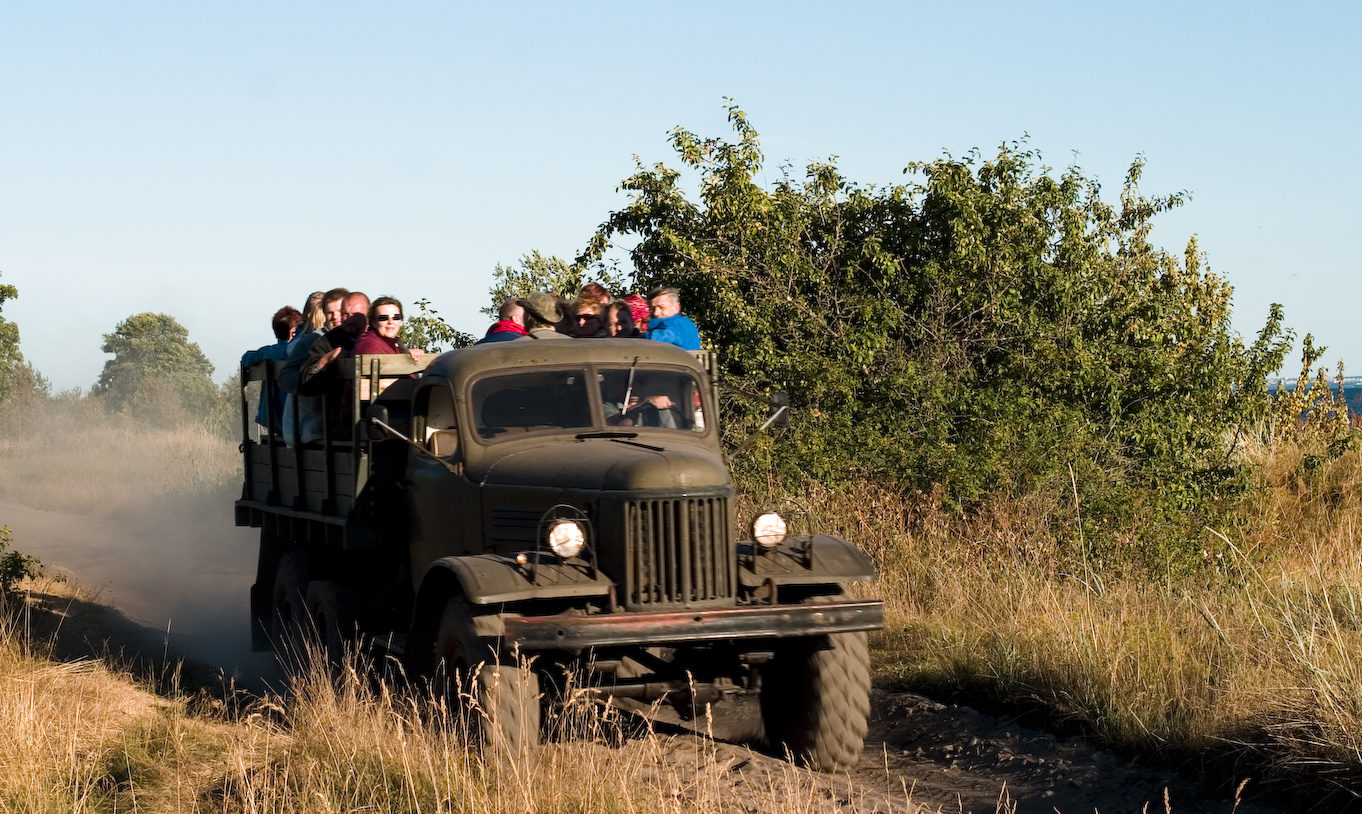
エストニア、Naissaar島のZIL-157
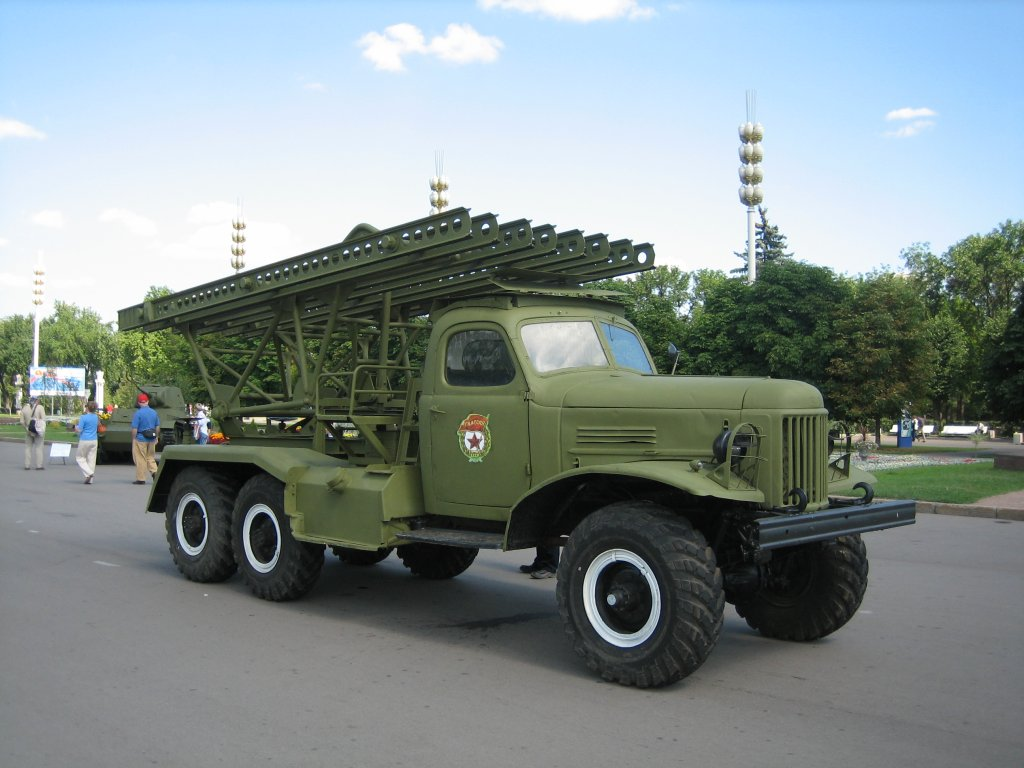
BM-13"カチューシャ"ロケット砲搭載型。
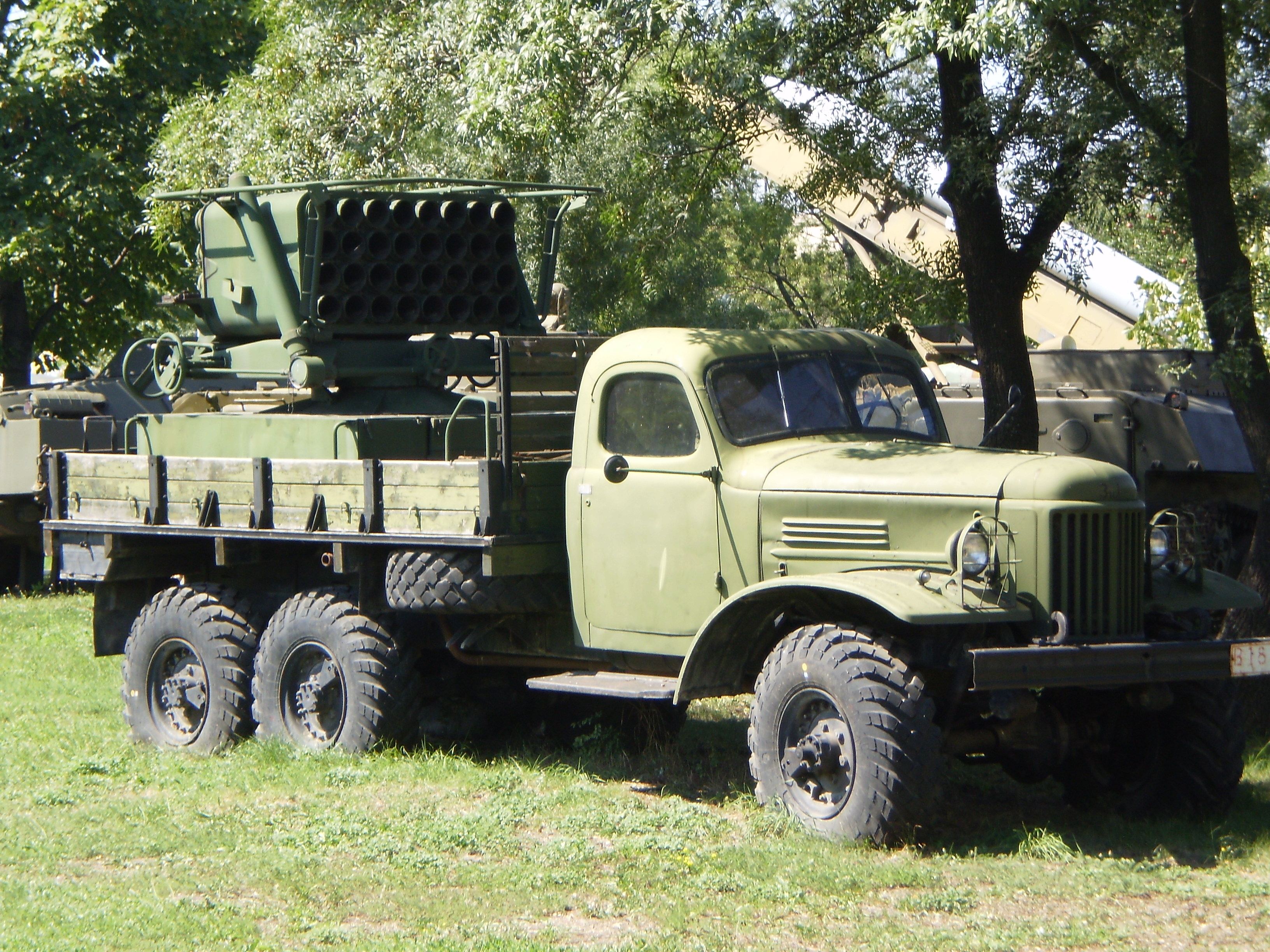
130mm多連装ロケット砲RM-51を搭載したチェコスロバキア軍の車両。
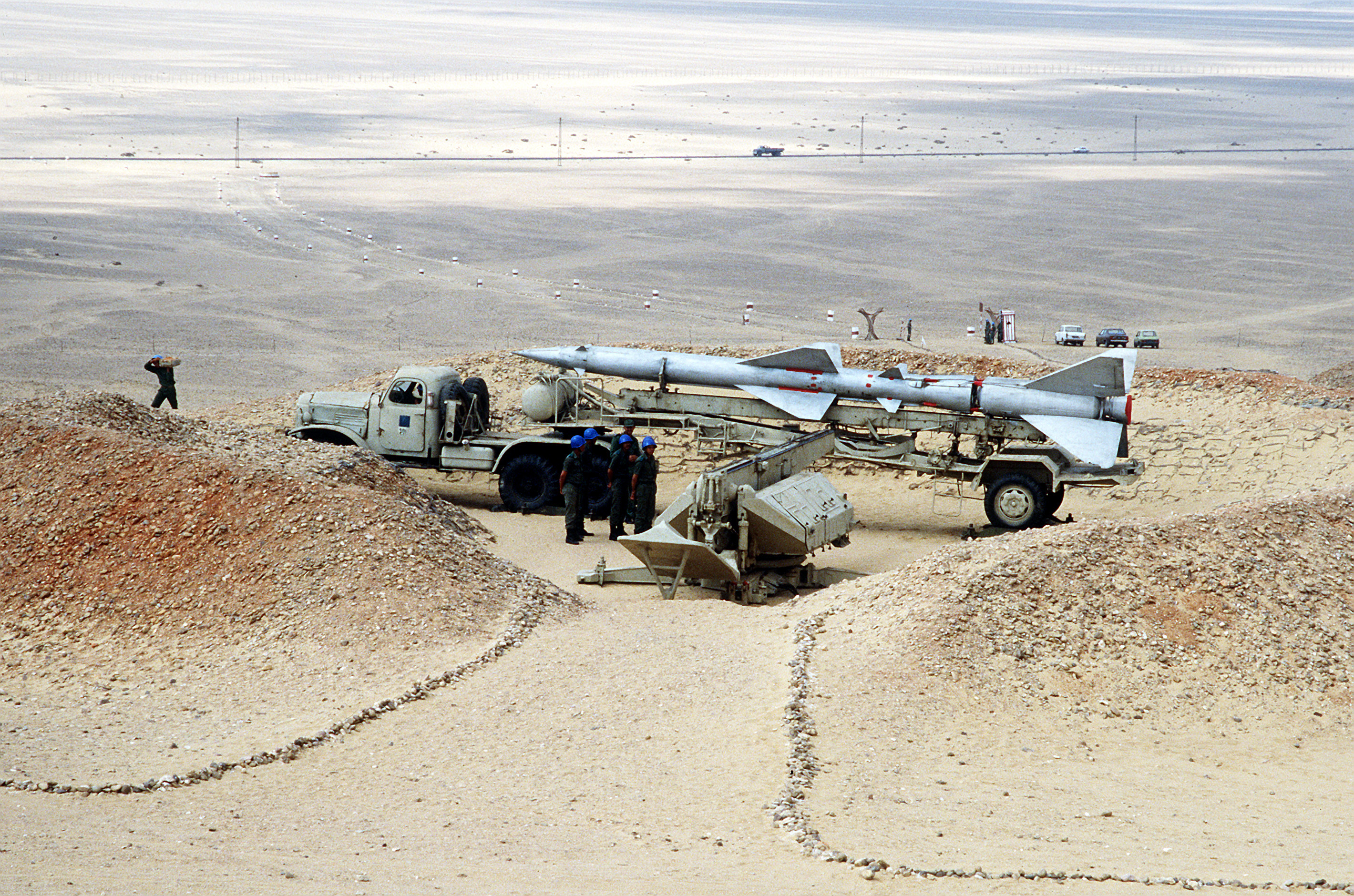
SA-2"ガイドライン"地対空ミサイルを牽引するエジプト軍のZiL-157V。
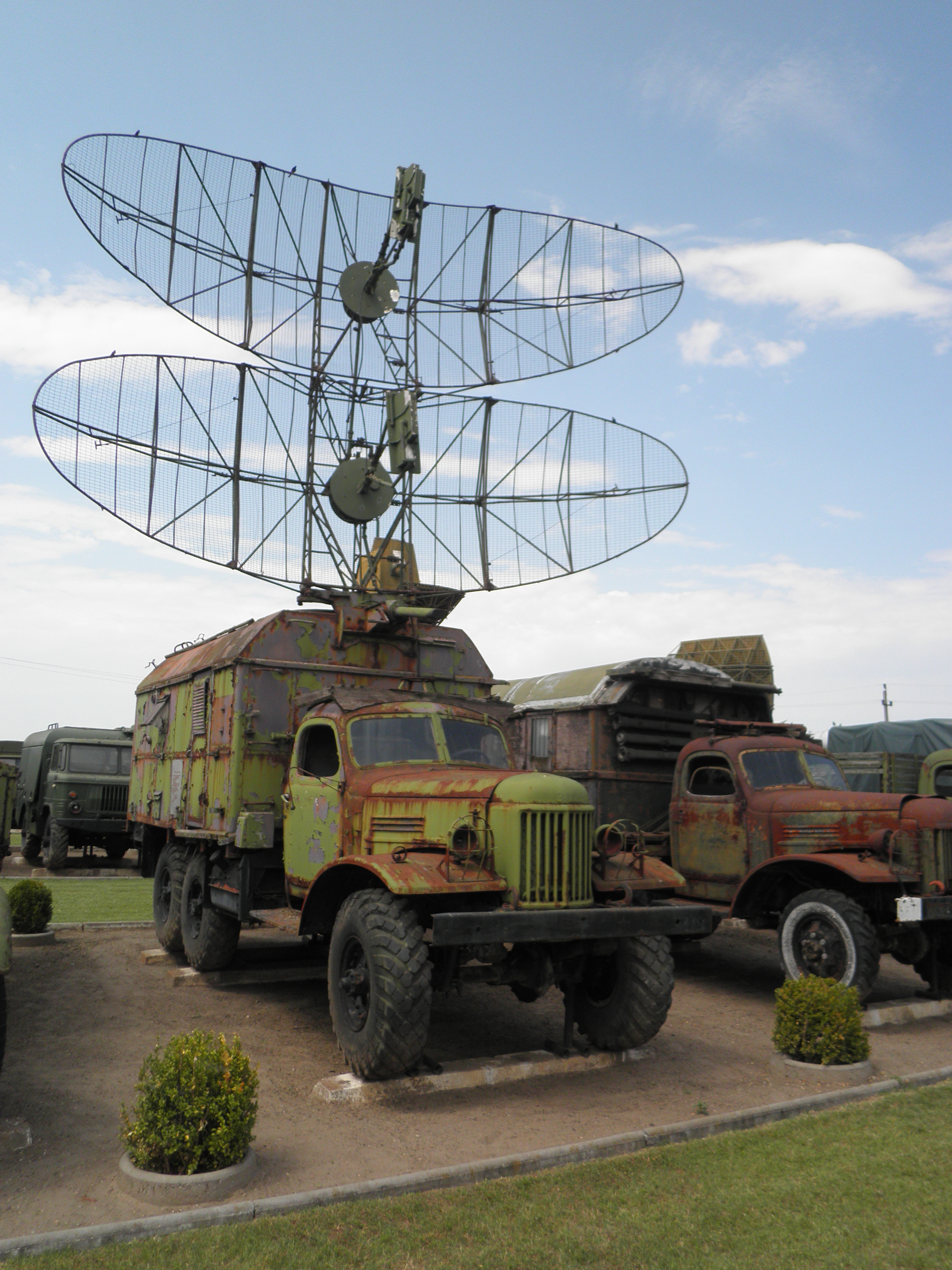
P-15防空レーダーを搭載したZiL-157。
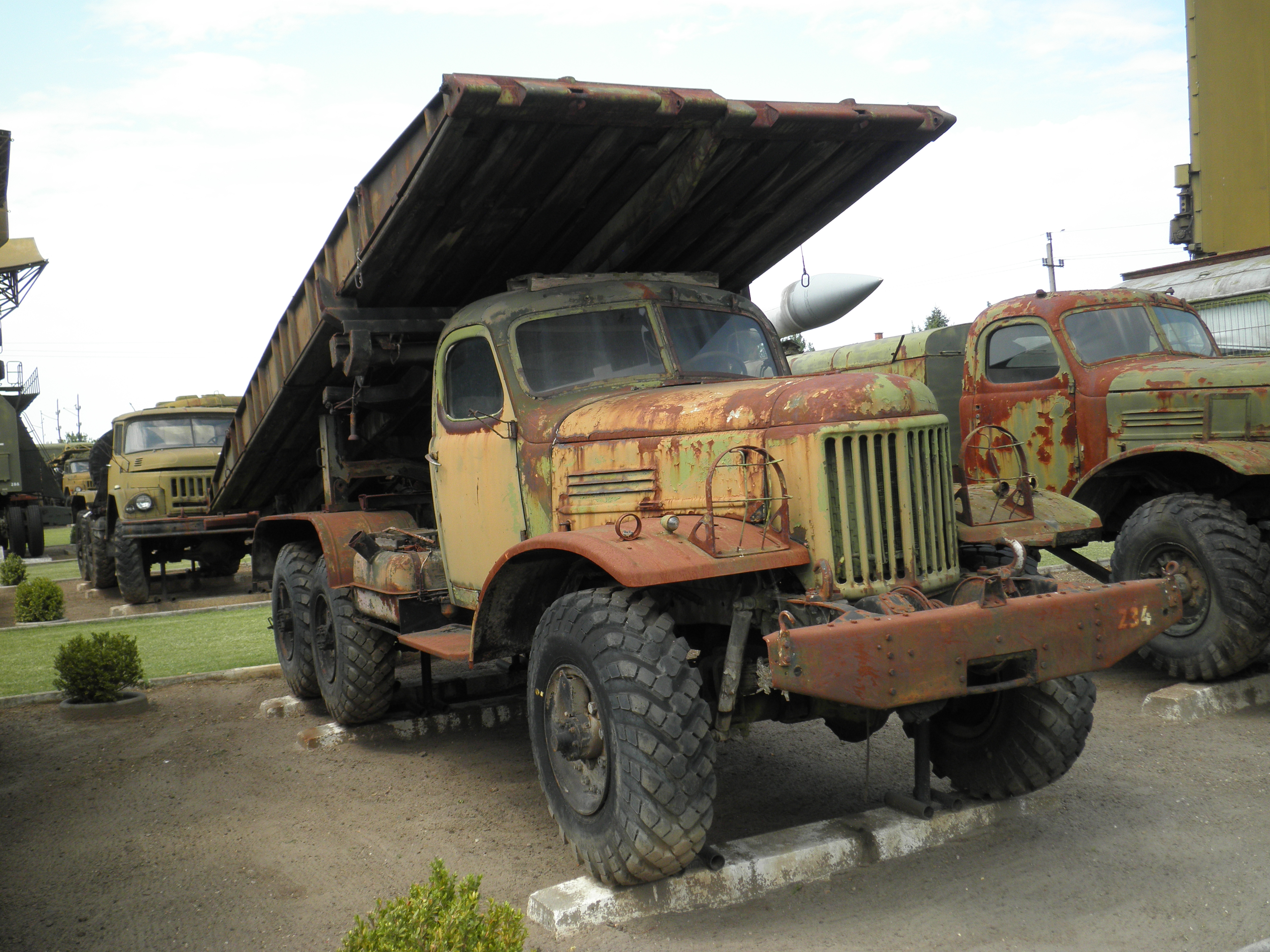
架橋用機材を搭載したZiL-157。
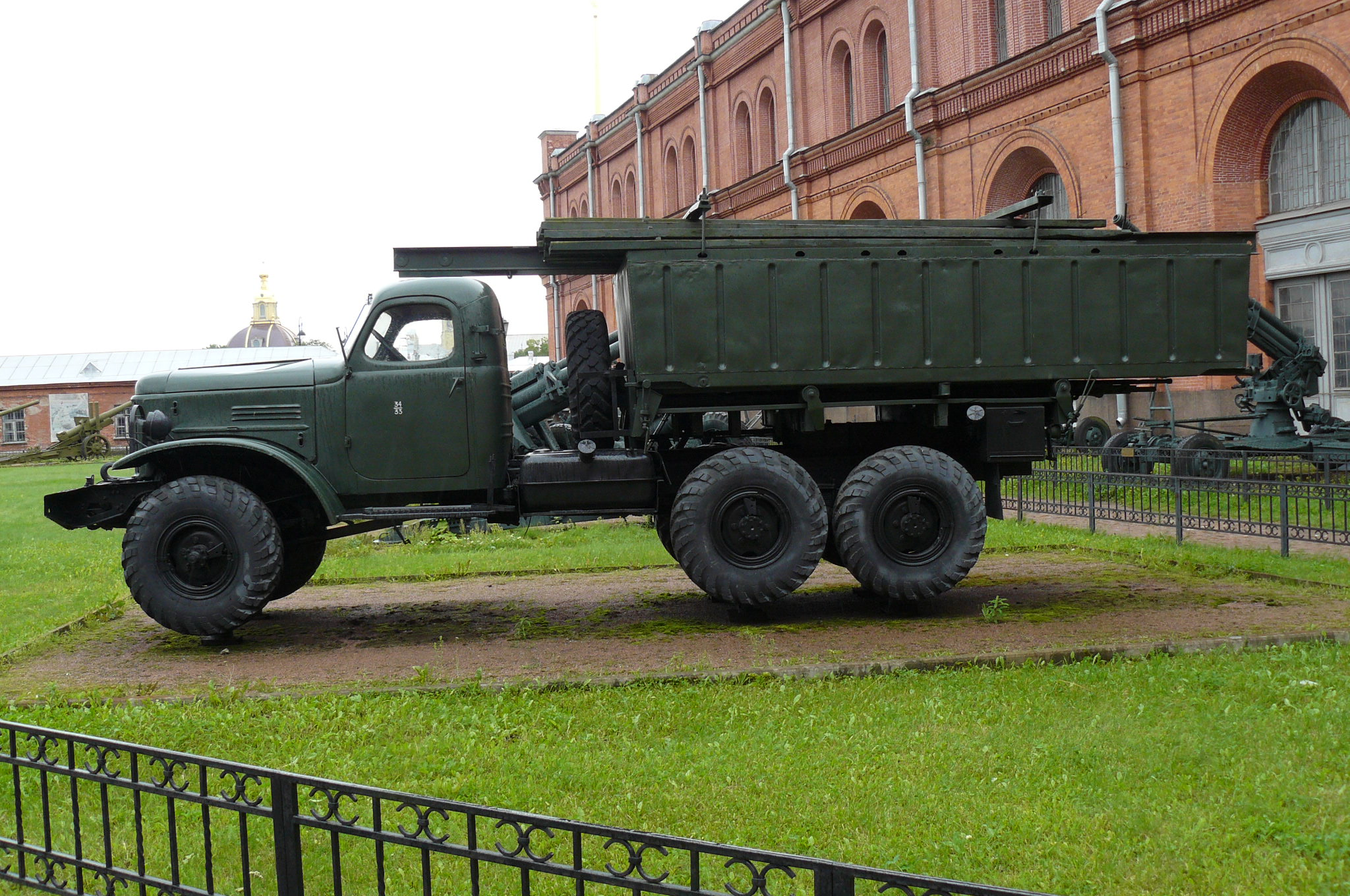
ポンツーンを搭載したZiL-157。
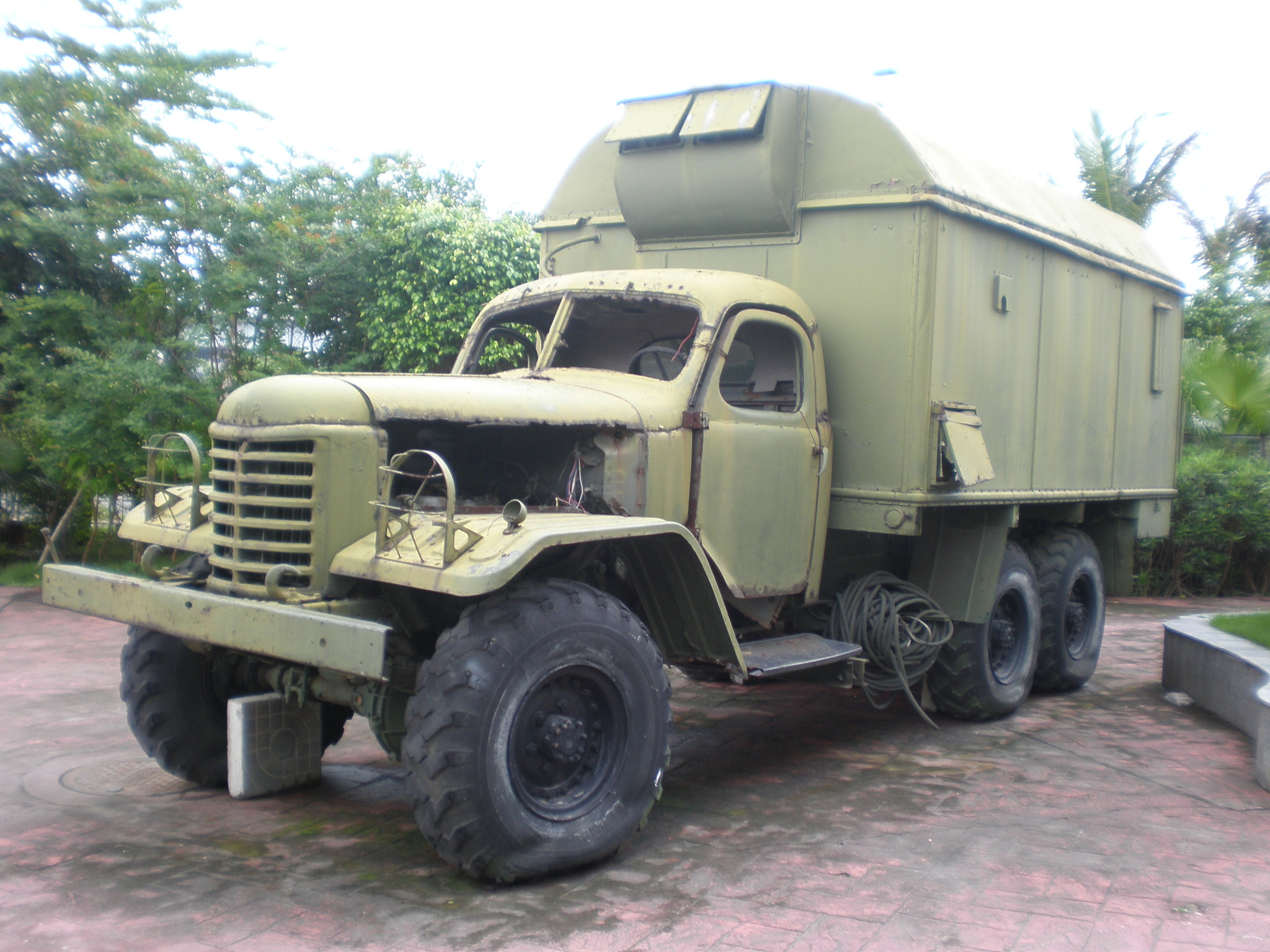
中国でコピー生産されたCA-30。
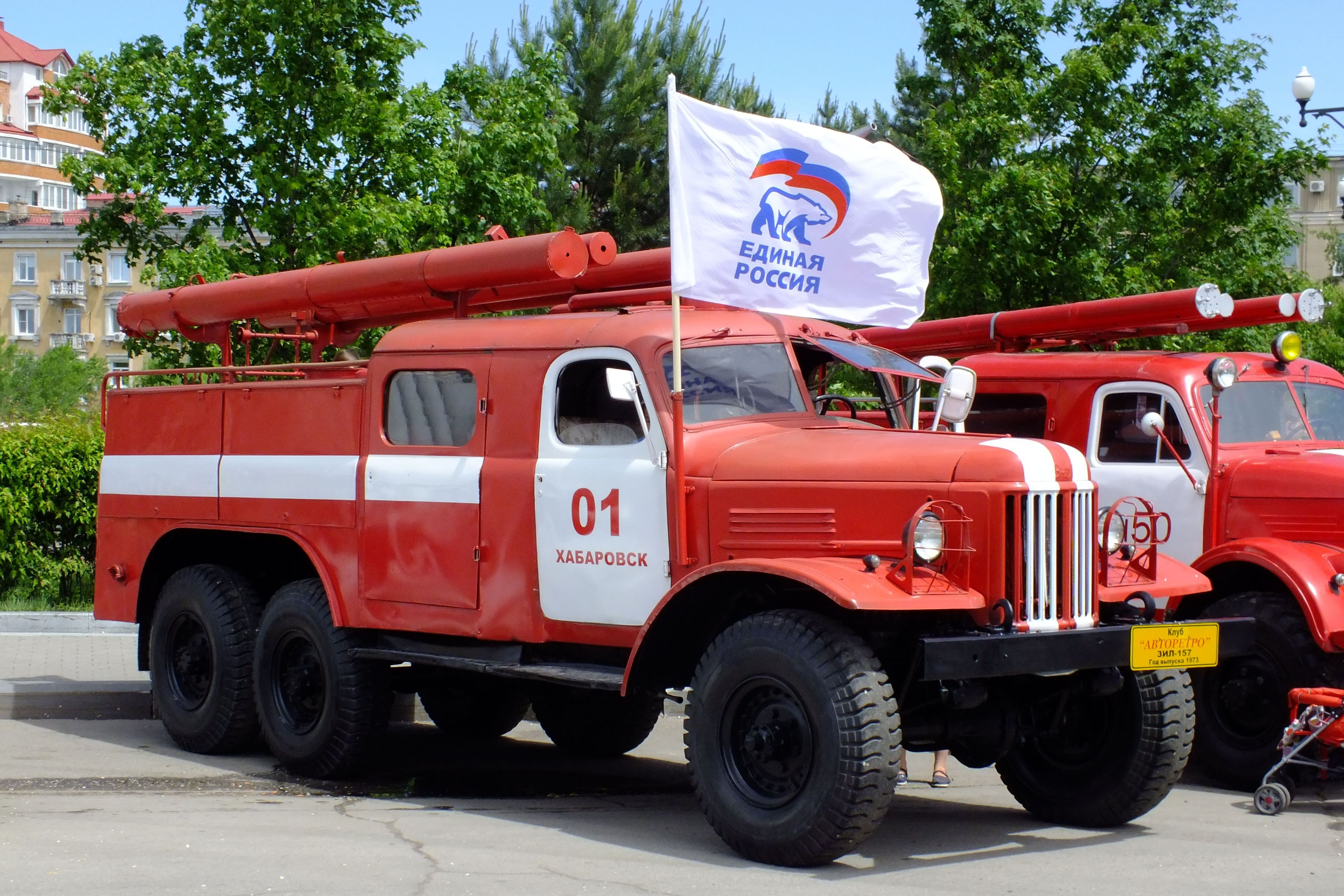
消防車型のZiL-157。